# テラビシアにかける橋 (2007年の映画)
『テラビシアにかける橋』（テラビシアにかけるはし、Bridge to Terabithia）は、2007年のアメリカ合衆国のファンタジー映画。監督はガボア・クスポ、出演はジョシュ・ハッチャーソンとアナソフィア・ロブなど。原作はキャサリン・パターソンの同名児童文学。

## キャスト
| 役名                 | 俳優                       | 日本語吹替                                                              | 日本語吹替 |
| 役名                 | 俳優                       | ソフト版                                                                | VOD版      |
| -------------------- | -------------------------- | ----------------------------------------------------------------------- | ---------- |
| ジェス・アーロンズ   | ジョシュ・ハッチャーソン   | 浅野まゆみ                                                              | 健作       |
| レスリー・バーク     | アナソフィア・ロブ         | 廣瀬仁美                                                                | 吉田珠子   |
| エドマンズ先生       | ズーイー・デシャネル       | 田村聖子                                                                | 秋月三佳   |
| ジャック・アーロンズ | ロバート・パトリック       | 谷昌樹                                                                  | 猪俣三四郎 |
| メイベル・アーロンズ | ベイリー・マディソン       | 松元恵                                                                  | 工藤史子   |
| メリー・アーロンズ   | ケイト・バトラー           | 一城みゆ希                                                              | 広江美奈   |
| ブレンダ・アーロンズ | デヴォン・ウッド           |                                                                         | 林奏絵     |
| エリー・アーロンズ   | エマ・フェントン           |                                                                         | 岩田麻衣子 |
| ジョイス・アーロンズ | グレイス・ブラニガン       |                                                                         | 工藤史子   |
| ビル・バーク         | レイサム・ゲインズ         | 落合弘治                                                                | 芦原健介   |
| ジュディ・バーク     | ジュディ・マッキントッシュ |                                                                         | 工藤史子   |
| ジャニス・エイブリー | ローレン・クリントン       |                                                                         | 林奏絵     |
| ターナー校長         | ジェームス・ゲイリン       | 島香裕                                                                  | 芦原健介   |
| その他               | N/A                        | 山門久美 清和祐子 大橋世津 片貝薫 西墻由香 菊池由起子 小山みか 田村健亮 |            |
|                      |                            |                                                                         |            |
| 演出                 | 演出                       | 二瓶紀六                                                                |            |
| 翻訳                 | 翻訳                       | 佐藤恵子                                                                | 佐々木千代 |
| 調整                 | 調整                       | 佐藤弘幸                                                                |            |
| 制作                 | 制作                       | 東北新社                                                                |            |

## 制作
この映画の製作・脚本担当のデヴィッド・パターソンは原作者の息子で、彼の親友に起こった出来事が原作が描かれるきっかけとなった。
撮影は2006年1月から同年4月まで、ニュージーランドのオークランドとその周辺で10週間かけて行われた。プホイでは町の教会で撮影が行われた。
テラビシアの描写はWETAデジタルがデジタル特殊効果を担当した。
撮影監督のマイケル・チャップマンはこの作品を最後に引退した。

## 主な使用楽曲
- トライ（ヘイデン・パネッティーア）
- あなたが教えてくれたこと（マイリー・サイラス）
- アナザー・レイヤー（ジョン・マクラフリン）
- 仲間よ目をさませ!（ズーイー・デシャネル&ザ・テラビシア・クワイヤ）
- ウー・チャイルド（ズーイー・デシャネル&ザ・テラビシア・クワイヤ）

### スタッフ
- 監督：ガボア・クスポ（英語版）
- 製作：ハル・リーバーマン（英語版）、ローレン・レヴィン、デヴィッド・L・パターソン（英語版）
- 脚本：ジェフ・ストックウェル、デヴィッド・L・パターソン
- 撮影：マイケル・チャップマン
- 編集：ジョン・ギルバート
- 音楽：アーロン・ジグマン（英語版）
- 特殊効果：WETAデジタル

## 予告編
英語版の予告編は冒険色が強く、『ハリー・ポッター』や『ナルニア国物語』のようなストーリーかと思われるようなものだった。パターソンは、広告戦略によるものであるとしているが、原作ファンの中には予告映像の時点で映画が原作に忠実ではないと誤解をし、ボイコットを呼びかける動きもあった。

## 評価
この映画に対する評価はおおむね好評で、批評サイトのRotten Tomatoesにおいて162件の評論のうち高評価は85%にあたる138件で、平均点は10点満点中7.2点、批評家の一致した見解は「『テラビシアにかける橋』は、愛される児童小説を忠実に映画化し、子どもたちの目を通して愛と喪失、そして想像力を力強く描いた作品である。」となっている。
また、Metacriticでは25件の評論のうち、高評価は23件、賛否混在は2件、低評価はなく、平均点は100点満点中74点となっている。

### 興行収入
映画は2007年2月16日に公開された。初日だけで630万ドルの興行収益があり、大統領の日である19日までの週末4日間においては2850万ドル、『ゴーストライダー』の5200万ドルに次ぐ2位だった。
北アメリカでは2007年6月28日までの133日間上映され、興行収入は8227万ドルにのぼった。世界規模では1億3700万ドルに迫った。

### ノミネート
クリティクス・チョイス・アワード若手女優賞にアナソフィア・ロブがノミネートされたが、『ヘアスプレー』のニッキー・ブロンスキーが受賞している。
サターン賞若手俳優賞にジョシュ・ハッチャーソンがノミネートされたが、『奇跡のシンフォニー』のフレディ・ハイモアが受賞している。

### 日本における評価
2007年10月1日に文部科学省はこの映画を家庭向き選定作品に定めている。
増當竜也はこの映画を『古事記』と照らし合わせたうえで、ファンタジックな描写が弱いものの、必要以上の虚構性におもねない姿勢を評価している。
馬場英美は「無理に泣かせようとしないところに好感を抱いたが、登場する鳥の化け物の連呼する言葉が気になった。」としている。

## 音楽
音楽は当初、アリソン・クラウスが手掛けるはずだったが、時間の制約のためにアーロン・ジグマンが代わることとなった。
映画には数多くのポップ・ミュージックが登場する。
作中の音楽の授業では1970年代の代表曲が歌われている。
- ファイブ・ステアステップスの「Ooh, Child」
- WARの「Why Can't We Be Friends?」
- スティーブ・アールの「Someday」

日本版イメージ・ソングにはMISIAの「To Be In Love」が採用されている。この曲はアルバム『EIGHTH WORLD』に収録されている。

## DVD
アメリカでは2007年6月17日に、日本では2008年6月27日にDVDが発売された。
特別版にはデジタル特殊効果の様子や本編の音声解説、挿入歌である"Keep Your Mind Wide Open"のミュージックビデオなどが収録されている。